# El Kbab (kommun)
El Kbab (franska: El Kbab (CR), El Kbab (Commune Rurale), arabiska: أيت سعدلي) är en kommun i Marocko.   Den ligger i provinsen Khénifra och regionen Béni Mellal-Khénifra, i den nordöstra delen av landet, 200 km sydost om huvudstaden Rabat. Antalet invånare är 8 178.